# Hauptstraße 28 (Gundelfingen an der Donau)

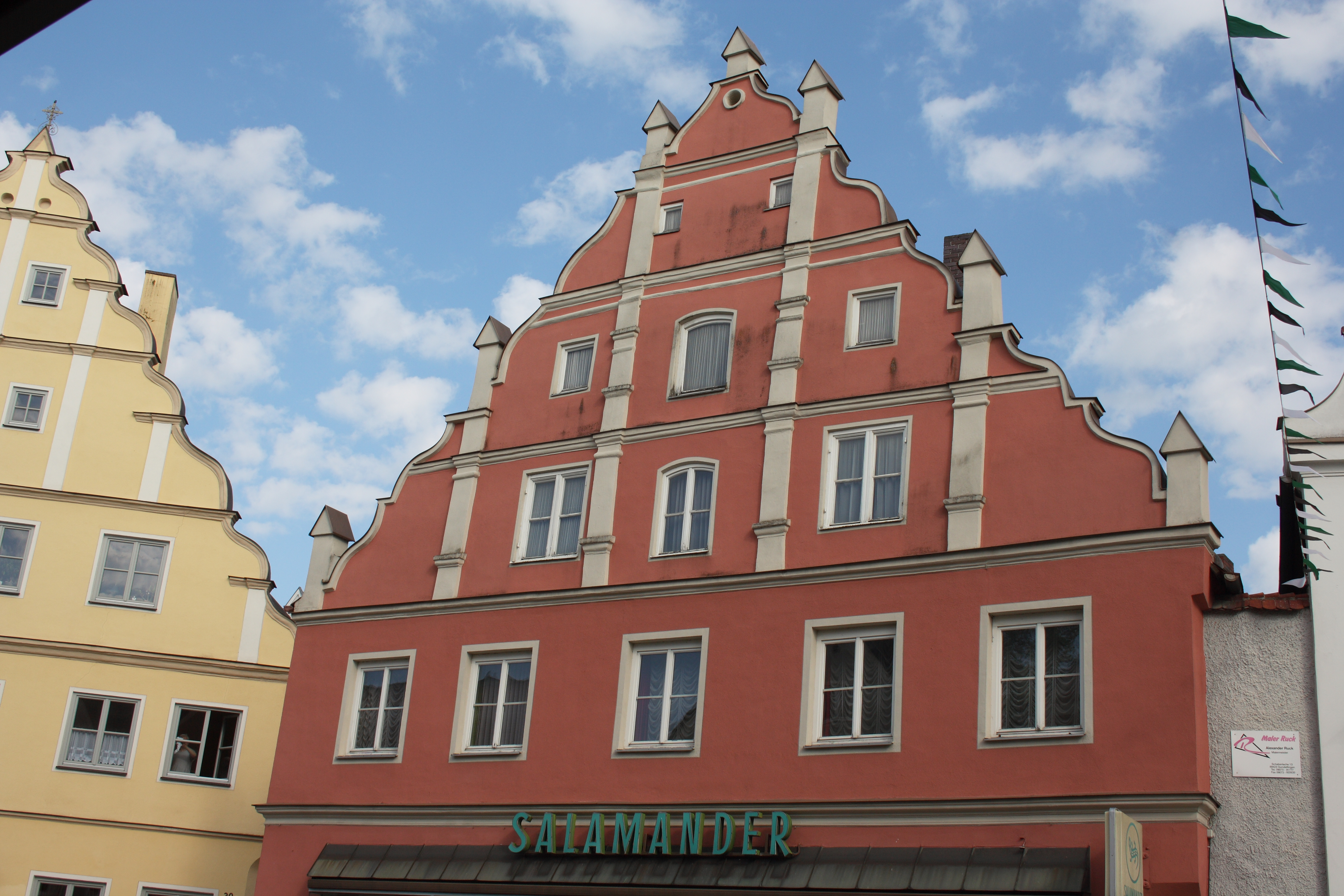
Seite zur Hauptstraße

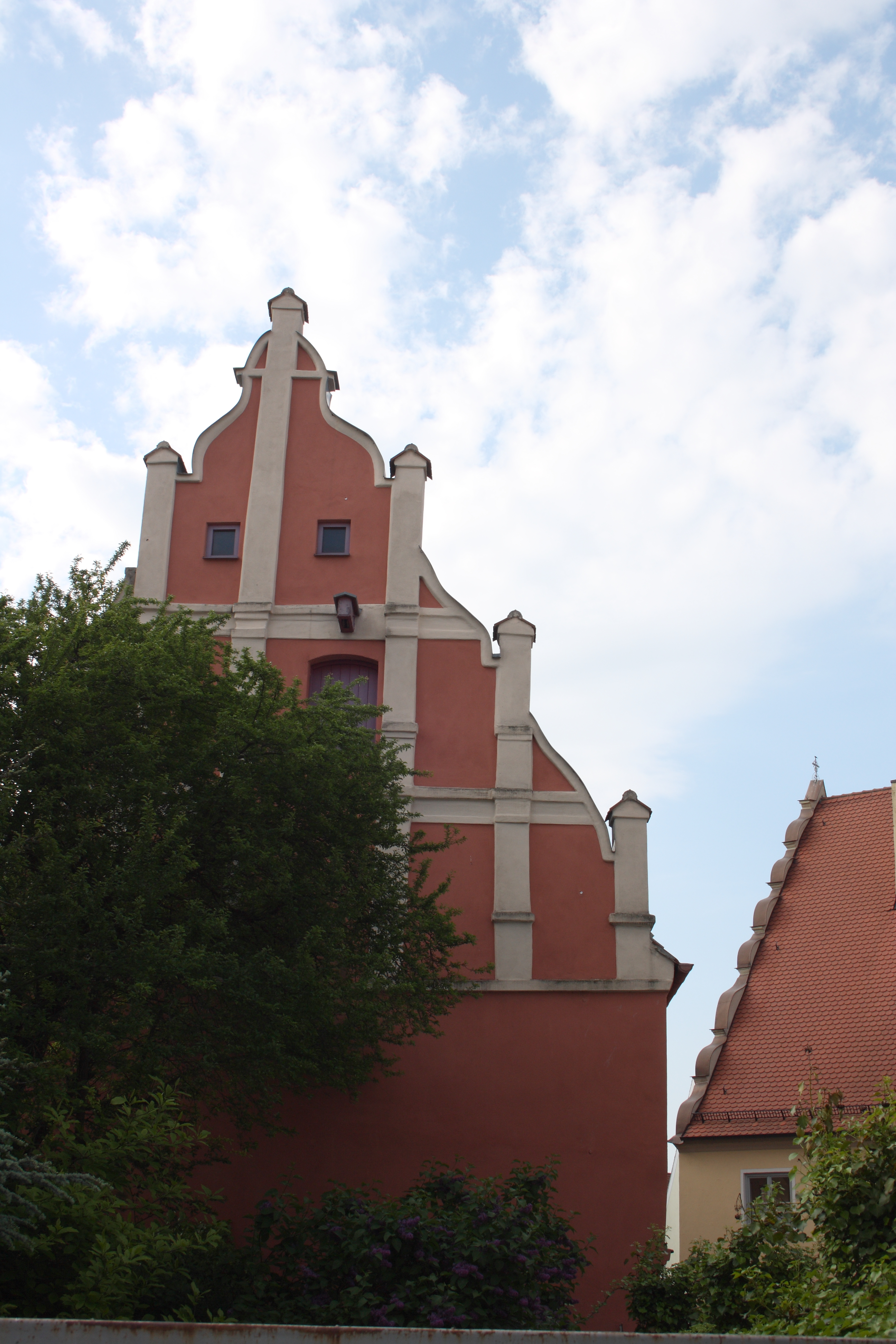
Rückseite des Hauses

Das Haus Hauptstraße 28 in Gundelfingen an der Donau, einer Stadt im schwäbischen Landkreis Dillingen an der Donau in Bayern, wurde im 17. Jahrhundert errichtet. Das Gebäude ist ein geschütztes Baudenkmal.
Das zweigeschossige Giebelhaus mit einem modernen Ladenlokal im Erdgeschoss besitzt Profilgesimse als Geschosstrennung. Der seitlich mit S-Stufen begrenzte Giebel wird vertikal durch Lisenen in fünf Zonen geteilt, diese enden in Zinnenform. Die horizontalen Profilgesimse sind mit den Lisenen verkröpft. Beide Giebelspitzen werden von einer Zinne bekrönt. Das Obergeschoss mit fünf Achsen besitzt Rechteckfenster, die ursprünglich mit Jalousieläden versehen waren. An der Langseite sehen wir eine Geschosstrennung durch Profilgesimse und ein profiliertes Traufgesims.  
Der rückwärtige, schmälere Giebel ist unsymmetrisch vertikal in sechs Zonen gegliedert und wie die Vorderseite mit Zinnen, die kleine Satteldächer besitzen, bekrönt. An dieser Seite befindet sich eine Segmentbogenluke mit Aufzugbalken. Der Keller und der Mittelraum des Erdgeschosses werden von Tonnengewölben gedeckt.       